# Шестериков, Сергей Александрович
Серге́й Алекса́ндрович Шестерико́в (6 декабря 1930, Москва — 6 июля 2005, Москва) — советский и российский учёный-механик, член-корреспондент РАН (с 2000).

## Биография
Отец погиб во время репрессий 1930-х годов, воспитывался матерью Людмилой Павловной, историком авиации. Детство прошло в Большом Левшинском переулке.
В 1949 году поступил на механико-математический факультет МГУ, который окончил в 1954 году. Ученик Ю. Н. Работнова. Однокурсниками были В. В. Белецкий, А. А. Боровков, А. Г. Витушкин, А. А. Гончар, Е. А. Девянин, У. А. Джолдасбеков, А. П. Ершов, А. М. Ильин, И. А. Кийко, В. Д. Клюшников, М. Л. Лидов, В. В. Лунёв, Р. А. Минлос, И. В. Новожилов, Н. А. Парусников, Г. С. Росляков. Аспирантуру окончил там же (1957).
В 1957 году защитил кандидатскую диссертацию «Устойчивость при ползучести». С 1960 года работал в Институте механики Московского университета: заведующий лабораторией, в 1975—1999 годах — заведующий отделом.
С 1957 года работал на кафедре теории пластичности механико-математического факультета МГУ, ассистент. С 1968 года — профессор. Заведующий кафедрой (2001—2005).
В 1966 году защитил докторскую диссертацию «Некоторые общие вопросы теории ползучести и задачи устойчивости».
Научные интересы: механика деформируемого твёрдого тела, разрушение твёрдых тел, прикладные методы расчёта конструкций.
Лауреат Государственной премии РСФСР (1990) за разработку и экспериментальное обоснование математической теории ползучести и её приложений.
Лауреат премии Минвуза СССР (1990).
Заслуженный деятель науки Российской Федерации (1999).
Подготовил 30 кандидатов и 5 докторов наук. Автор и соавтор более 150 научных работ.
Похоронен в Москве на Люблинском кладбище.